# Thesea flava
Thesea flava är en korallart som beskrevs av Nutting 1910. Thesea flava ingår i släktet Thesea och familjen Plexauridae. Inga underarter finns listade i Catalogue of Life.